# المعقولة
المعقولة (به عربی: المعقولة) یک منطقهٔ مسکونی در تونس است که در استان باجه واقع شده‌است.